# Esnandes
Esnandes è un comune francese di 2 076 abitanti situato nel dipartimento della Charente Marittima nella regione della Nuova Aquitania.

## Geografia fisica
Piccola città al nord della Rochelle di fronte alla baia del perno (ex Golfe del Pictons).
Le sue scogliere sono sospeso su baia del perno e la storia di Esnandes è legata alla coltura degli stampi e delle ostriche che fanno vivere ancora molte delle sue famiglie.

## Società

### Evoluzione demografica
Abitanti censiti